# Arturo Costa Álvarez
Arturo Costa Álvarez (Buenos Aires, 1870 - Buenos Aires, 1929) fue un periodista argentino.
A los 15 años comenzó a escribir para diarios de Buenos Aires: La Prensa entre 1886 y 1894; El Tiempo entre 1894 y 1897; La Nación entre 1898 y 1924.
Tradujo al español alrededor de 30 novelas francesas, inglesas, italianas y portuguesas. Fue profesor de inglés en el Colegio Nacional de La Plata. Desde 1910 actuó como traductor e intérprete de la Suprema Corte de Buenos Aires. Actuó como vicecónsul de Brasil en la ciudad de La Plata.

## Obras

### Libros
- Nuestra lengua (1922) - Buenos Aires - Sociedad Editorial Argentina
- El castellano en la Argentina (1928) - La Plata - Talleres de la Escuela San Vicente de Paul
- Nuestro Preceptismo Literario (1924) - Buenos Aires, Casa Editorial Coni
- Diccionario Ideológico de la Lengua; Sobre Traducciones Judiciales

### Traducciones
- El guaraní / José de Alençar -1910; El mulato / Aloisio de Azevedo -1904; Némesis / Victor Cherbuliez - 1914; Una apuesta / Victor Cherbuliez - 1917; El misterio de Cloomberg / Arthur Conan Doyle - 1910; El sabueso de los Baskerville / Arthur Conan Doyle -1902; La máscara de amor / Daniel -seud. Lesueur - 1910

## Donaciones
Su biblioteca particular fue donada por sus descendientes en 1957 a la Biblioteca Pública de la Universidad Nacional de La Plata, y está integrada por 763 volúmenes correspondientes en su mayoría a filosofía y lingüística. El 27 de febrero de 1957, la Biblioteca Pública recibió por expediente N.º 1223 una nota dirigida al Interventor -Director Interino Juan Manuel Villarreal- con el fin de ofrecer en donación 763 piezas bibliográficas encuadernadas, en buen estado de conservación, relativas, en su mayor parte a filología, lingüística y crítica literaria. La donación comprendió también 3 cuerpos de biblioteca para la ubicación de parte de las colecciones, y algunos efectos que integraban la pieza de trabajo de Costa Álvarez. El Consejo Superior de la UNLP aceptó la donación de la colección el 29 de julio de 1957.